# Matic Šušteršič
Matic Šušteršič, slovenski atlet, * 27. februar 1980, Ljubljana, † 5. junij 2005, Ljubljana. 
Šušteršič je za Slovenijo nastopil na Poletnih olimpijskih igrah 2000 v Sydneyju, kjer se je kot član štafete 4 X 100 m uvrstil v polfinale. 
5. junija 2005 je umrl v prometni nesreči v križišču med Celovško in Tržno cesto v Ljubljani. 